# Ammoniusz
Ammoniusz – imię męskie pochodzenia hebrajskiego. Oznacza „wierny”. Było kilku świętych o tym imieniu.
Ammoniusz imieniny obchodzi 18 stycznia, 12 lutego i 26 listopada.
Żeński odpowiednik: Ammonia.